# Spatholobus latibractea
Spatholobus latibractea är en ärtväxtart som beskrevs av Ridd.-num.. Spatholobus latibractea ingår i släktet Spatholobus och familjen ärtväxter. Inga underarter finns listade i Catalogue of Life.